# Aniela Bukała
Aniela Bukała (ur. 21 lutego 1943 w Ochotnicy Górnej) – polska polityk, socjolog, posłanka na Sejm X kadencji.

## Życiorys
W 1959 zaczęła pracę w Herbapolu w Nysie. Od 1972 do 1977 była pracownicą Powiatowego, a potem Wojewódzkiego Komitetu Zjednoczonego Stronnictwa Ludowego. W 1982 została prezesem Miejsko-Gminnego Komitetu tej partii w Nysie. W tym samym roku ukończyła studia z zakresu socjologii na Wydziale Nauk Politycznych Wyższej Szkoły Nauk Społecznych. W latach 1989–1991 sprawowała mandat posła na Sejm kontraktowy z listy ZSL, wybranego w okręgu kędzierzyńskim. Nie kandydowała w kolejnych wyborach parlamentarnych. Od 2003 do 2006 była członkinią rady nadzorczej Polskiego Radia Opole.
Należy do Polskiego Stronnictwa Ludowego, objęła kierownictwo struktur tej partii w Nysie, wybierana też do jej władz różnego szczebla.
W 1985 odznaczona Złotym Krzyżem Zasługi.